# Coppa Nordamericana di skeleton 2022
La Coppa Nordamericana di skeleton 2022, ufficialmente denominata IBSF Skeleton North American Cup 2021/22, è stata l'edizione 2021-2022 del circuito continentale nordamericano dello skeleton, manifestazione organizzata annualmente dalla Federazione Internazionale di Bob e Skeleton; è iniziata il 7 novembre 2021 a Whistler, in Canada, e si è conclusa il 15 dicembre 2021 a Lake Placid negli Stati Uniti d'America.
Sono state disputate sedici gare, otto per le donne e altrettante per gli uomini, distribuite in tre tappe e tenutesi in tre differenti località nordamericane.

## Calendario
| Tappa  | Località    | Data                | Donne | Uomini |
| ------ | ----------- | ------------------- | ----- | ------ |
| 1      | Whistler    | 7–9 novembre 2021   | ●●●   | ●●●    |
| 2      | Park City   | 19–20 novembre 2021 | ●●    | ●●     |
| 3      | Lake Placid | 13–15 dicembre 2021 | ●●●   | ●●●    |
| Totale | Totale      | Totale              | 8     | 8      |

## Risultati

### Donne
| Data             | Località    | Prime classificate            | Seconde classificate          | Terze classificate            |
| ---------------- | ----------- | ----------------------------- | ----------------------------- | ----------------------------- |
| 7 novembre 2021  | Whistler    | Nicole Rocha Silveira Brasile | Hallie Clarke Canada          | Madison Charney Canada        |
| 8 novembre 2021  | Whistler    | Nicole Rocha Silveira Brasile | Madison Charney Canada        | Hallie Clarke Canada          |
| 9 novembre 2021  | Whistler    | Nicole Rocha Silveira Brasile | Madison Charney Canada        | Hallie Clarke Canada          |
| 19 novembre 2021 | Park City   | Nicole Rocha Silveira Brasile | Sara Roderick Stati Uniti     | Savannah Graybill Stati Uniti |
| 20 novembre 2021 | Park City   | Nicole Rocha Silveira Brasile | Alena Frolova Russia          | Madison Charney Canada        |
| 13 dicembre 2021 | Lake Placid | Kim Eun-ji Corea del Sud      | Lee Jeong-hyeok Corea del Sud | Leslie Stratton Svezia        |
| 14 dicembre 2021 | Lake Placid | Kim Eun-ji Corea del Sud      | Lee Jeong-hyeok Corea del Sud | Leslie Stratton Svezia        |
| 15 dicembre 2021 | Lake Placid | Kim Eun-ji Corea del Sud      | Leslie Stratton Svezia        | Lee Jeong-hyeok Corea del Sud |

### Uomini
| Data             | Località    | Primi classificati           | Secondi classificati                                  | Terzi classificati            |
| ---------------- | ----------- | ---------------------------- | ----------------------------------------------------- | ----------------------------- |
| 7 novembre 2021  | Whistler    | Alexander Schlintner Austria | Andrew Blaser Stati Uniti                             | Evan Neufeldt Canada          |
| 8 novembre 2021  | Whistler    | Alexander Schlintner Austria | David Park Canada                                     | Ander Mirambell Spagna        |
| 9 novembre 2021  | Whistler    | Evan Neufeldt Canada         | Andrew Blaser Stati Uniti                             | Brendan Doyle Irlanda         |
| 19 novembre 2021 | Park City   | Felix Seibel Germania        | Daniil Romanov Russia e Lukas David Nydegger Germania | non assegnato                 |
| 20 novembre 2021 | Park City   | Felix Seibel Germania        | Daniil Romanov Russia                                 | Lukas David Nydegger Germania |
| 13 dicembre 2021 | Lake Placid | Ander Mirambell Spagna       | Nicholas Timmings Australia                           | Jared Firestone Israele       |
| 14 dicembre 2021 | Lake Placid | Nicholas Timmings Australia  | Jared Firestone Israele                               | Ander Mirambell Spagna        |
| 15 dicembre 2021 | Lake Placid | Nicholas Timmings Australia  | Jared Firestone Israele                               | Ander Mirambell Spagna        |

## Classifiche

### Sistema di punteggio[2]
| Piazzamento | 1  | 2  | 3  | 4  | 5  | 6  | 7  | 8  | 9  | 10 | 11 | 12 | 13 | 14 | 15 | 16 | 17 | 18 | 19 | 20 | 21 | 22 | 23 | 24 | 25 | 26 | 27 | 28 | 29 | 30 |
| Punti       | 75 | 65 | 55 | 50 | 45 | 40 | 38 | 36 | 34 | 32 | 30 | 28 | 26 | 24 | 22 | 20 | 18 | 16 | 14 | 12 | 10 | 9  | 8  | 7  | 6  | 5  | 4  | 3  | 2  | 1  |

### Singolo donne
| Pos. | Nome atleta           | Nazione                 | WHI-1 | WHI-2 | WHI-3 | PKC-1 | PKC-2 | LAK-1 | LAK-2 | LAK-3 | Punti |
| ---- | --------------------- | ----------------------- | ----- | ----- | ----- | ----- | ----- | ----- | ----- | ----- | ----- |
| 1    | Nicole Rocha Silveira | Brasile                 | 1     | 1     | 1     | 1     | 1     | -     | -     | -     | 375   |
| 2    | Lee Jeong-hyeok       | Corea del Sud           | 13    | 7     | 10    | 14    | 12    | 2     | 2     | 3     | 333   |
| 3    | Leslie Stratton       | Svezia                  | 7     | -     | 7     | 13    | 8     | 3     | 3     | 2     | 313   |
| 4    | Kim Eun-ji            | Corea del Sud           | 18    | 16    | 8     | -     | -     | 1     | 1     | 1     | 297   |
| 5    | Madison Charney       | Canada                  | 3     | 2     | 2     | 6     | 3     | -     | -     | -     | 280   |
| 6    | Grace Dafoe           | Canada                  | 10    | 6     | 5     | 16    | DSQ   | 7     | 5     | 5     | 265   |
| 7    | Hallie Clarke         | Canada                  | 2     | 3     | 3     | 5     | 6     | -     | -     | -     | 260   |
| 8    | Natalie Coughlin      | Canada                  | 15    | 11    | 13    | 20    | DSQ   | 4     | 4     | 4     | 240   |
| 9    | Laura Vargas          | Venezuela               | 8     | 18    | 9     | 19    | 11    | 8     | 8     | 7     | 240   |
| 10   | Katie Tannenbaum      | Isole Vergini Americane | 11    | 14    | DNF   | 10    | DSQ   | 6     | 7     | 8     | 200   |

### Singolo uomini
| Pos. | Nome atleta          | Nazione     | WHI-1 | WHI-2 | WHI-3 | PKC-1 | PKC-2 | LAK-1 | LAK-2 | LAK-3 | Punti |
| ---- | -------------------- | ----------- | ----- | ----- | ----- | ----- | ----- | ----- | ----- | ----- | ----- |
| 1    | Nicholas Timmings    | Australia   | 9     | 9     | 8     | 10    | 20    | 2     | 1     | 1     | 363   |
| 2    | Ander Mirambell      | Spagna      | 5     | 3     | DNS   | 7     | 7     | 1     | 3     | 3     | 361   |
| 3    | Brendan Doyle        | Irlanda     | 8     | 12    | 3     | 12    | DNS   | 5     | 5     | 6     | 277   |
| 4    | Jared Firestone      | Israele     | 22    | 14    | 7     | 27    | 23    | 3     | 2     | 2     | 268   |
| 5    | Andrew Blaser        | Stati Uniti | 2     | 8     | 2     | 4     | 4     | -     | -     | -     | 266   |
| 6    | David Park           | Canada      | 25    | 2     | 10    | 16    | 16    | -     | 7     | 4     | 231   |
| 7    | Manuel Schwärzer     | Italia      | 10    | 5     | 4     | 11    | 6     | -     | -     | -     | 197   |
| 8    | Akwasi Frimpong      | Ghana       | 19    | 20    | 22    | 23    | 12    | 6     | 6     | 5     | 196   |
| 9    | Alexander Schlintner | Austria     | 1     | 1     | -     | 8     | -     | -     | -     | -     | 186   |
| 10   | Ryan Kuehn           | Canada      | 16    | 15    | 18    | -     | 10    | 4     | -     | 8     | 176   |